# Centromochlus
Centromochlus és un gènere de peixos de la família dels auqueniptèrids i de l'ordre dels siluriformes.

## Taxonomia
- Centromochlus altae (Fowler, 1945)[2]
- Centromochlus concolor (Mees, 1974)
- Centromochlus existimatus (Mees, 1974)
- Centromochlus heckelii (De Filippi, 1853)[3]
- Centromochlus macracanthus (Soares-Porto, 2000)[4]
- Centromochlus megalops (Kner, 1858)
- Centromochlus punctatus (Mees, 1974)
- Centromochlus reticulatus (Mees, 1974)
- Centromochlus romani (Mees, 1988)
- Centromochlus schultzi (Rössel, 1962)[5][6][7][8][9][10][11]